# 나나키 카논
나나키 카논(일본어: 七木奏音)은 일본 도쿄 출신의 배우이자 성우이다. 스타더스트 프로모션에 소속되어 있으며 3편의 영화를 제작하고 있다.

## 수치
- 특기: 춤, 클래식 발레, 노래, 그림, 마임 공연 저는 인스타그램에 무성한 짧은 동영상을 자주 게시한다.
- 취미 : 산책, 그림 그리기
- 좋아하는 가수 : SPITZ
- 좋아하는 음식 : 마파두부, 새우버거, 구운감자, 참마, 명란젓 파스타. 팬클럽에 '마파두부'라는 유통채널을 개설한 적이 있어요.
- 성격: 저는 제 성격이 굉장히 평범하다고 생각하는데, 다들 굉장히 자연스럽다고 생각해요.
- 가장 매력적인 부분: 부드러운 바디
- 내 자신의 불만 : 내 피부는 매우 어둡지 만 정말 흰색이고 싶는다.
- 기타 속성
- 절전형 성격으로 무대 위의 퍼포먼스는 긴장감과 열정으로 가득 차 있으며, 무대를 두 번째로 지나면 전원이 끊어진다.
- 진지한 얼굴로 농담을 잘하는 개그맨 으로 팬들 사이에서는 천재라 불린다(×)
- 그는 말수가 적고 사려깊은 내성적인 사람이다. Shaoge #2가 끝난 후, 나는 촬영장에 있는 모든 사람들의 이야기를 적고 그들에게 감사하는 긴 블로그를 썼다.

## 일화
- 제가 어렸을 때 집에는 큰 주황색 고양이가 있었다.
- 저는 비를 좋아해요. 비가 오면 환경이 아주 조용하기 때문이죠. 우산을 들고 빗방울이 우산에 떨어지는 소리를 들으며 도서관까지 걸어가는 카논짱은 철학에 재능이 있어요.
- mahochannel#10에서 maho: Zouyin의 두뇌는 매우 유용한다. 카논: 네, 아주 잘 작동해요. 마호:? ? ? ? 여기서는 거절하겠습니다! 하지만 Zouyin은 정말 똑똑해요. 카논 (진지한 대답): 그런 건 없어요.
- 연극 마지막 낭독회 백 스테이지 에서 카린, 모엡, 미사토는 첫날 '나나키 카나데가 웃으면 승리' 대회를 열었다.
- 극의 마지막 낭독에서 유즈키 치에를 어떻게 해석해야 할지 고민한 카노네도 구글에서 '사랑을 위한 사랑'을 검색했다. 무대가 끝나자 주인은 자신이 좋아하지 않는 역할을 하고 있다는 사실을 알고 관객들에게 사과하는 마음으로 인사를 했다.
- 기타를 치고 노래를 부르며 가끔씩 차를 굴러다니는 짧은 영상을 인스타그램에 자주 올리곤 합니다 .
- 저는 토미타 마호를 좋아하고 존경합니다 . 저는 마혼의 인스타그램 게시물을 거의 모두 좋아한다. FC 생방송 중에도 마혼을 자주 언급한다.
- "월간 나나키"를 직접 촬영, 수정, 편집해서 출판합니다!

## 경험
- 2008년 연예계에 입문해 같은 해 겨울호 잡지 '니코☆푸치'로 데뷔했다.
- 2009년 8월 4일 선발 후 시리츠에비스추가쿠가 결성되어 초기 멤버가 되었다. 출석번호는 1번이다.
- 2010년 2월 4일, 니코☆푸치 vol.8에서 시리츠에비스추가쿠 탈퇴를 선언했다.
- 2010년 7월 영화 '고백'으로 데뷔했다.
- 2022년 12월 12일 예정된 D4DJ 역할 니지마 유키 에서 마에지마 아미 역을 맡았다.